# Méfiez-vous des blondes (film, 1928)
Pour l’article homonyme, voir Méfiez-vous des blondes.

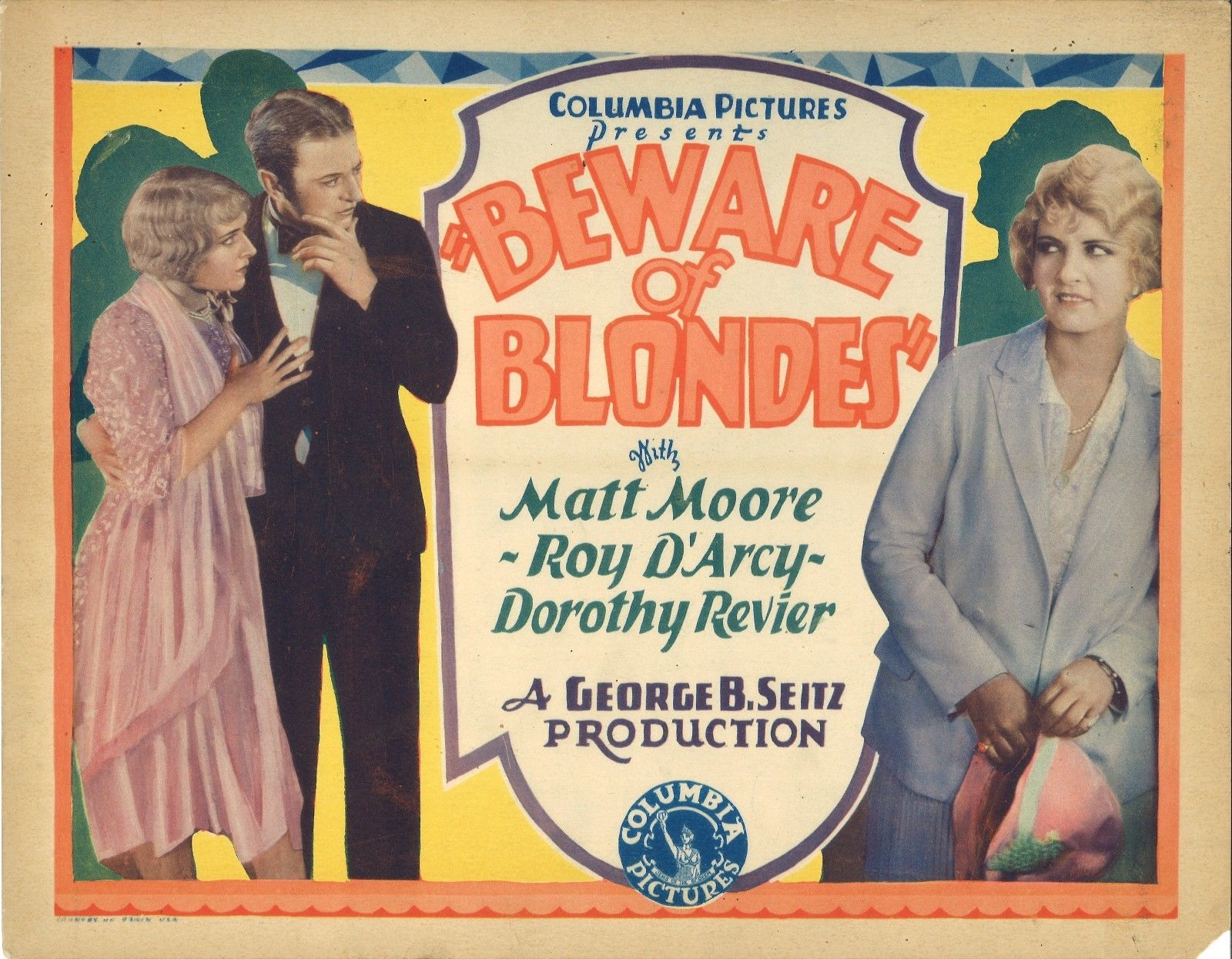
Carte promotionnelle du film.

Méfiez-vous des blondes (Beware of Blondes) est un film américain réalisé par George B. Seitz et sorti en 1928.

## Synopsis
Inconnu.

## Fiche technique
- Réalisation : George B. Seitz
- Scénario : George C. Hull, Peter Milne
- Producteur : Harry Cohn
- Production : Columbia Pictures[1]
- Photographie : Joseph Walker
- Montage : James C. McKay
- Durée : 59 minutes
- Dates de sortie: 
  - États-Unis : 1er juillet 1928

## Distribution
- Dorothy Revier : Mary
- Matt Moore : Jeffrey
- Roy D'Arcy : Harry
- Robert Edeson : Costigan
- Walter P. Lewis : Tex
- Hazel Howell : Blonde Mary
- Harry Semels : Portugee Joe